# Enzo Bianchi
Enzo Bianchi (Castel Boglione, 3 de març de 1943) és un religiós italià fundador a Itàlia de la Comunitat de Bose, a Magnano (Biella), de la qual fou prior des de la fundació fins al gener de 2017.